# そんなわけ・ね〜だろ!
タウン情報かがわラジオ版 そんなわけ・ね〜だろ!は、西日本放送で1985年4月20日から1991年3月まで放送していたラジオ番組である。愛称は「ね〜だろ」。

## 放送時間
| 期間                      | 放送時間             |
| ------------------------- | -------------------- |
| 1985年4月20日 - 1991年3月 | 土曜日 23:30 - 24:00 |

## 出演者
- 田尾和俊 - タウン情報かがわ編集長[1]
- 天野JACK - タウン情報かがわ編集員[1]
- のどか菜春 - 一般人の高校生[1]
- DEKU（番組開始〜1987年3月）
- ごん（1987年4月〜番組終了）
- メリー丸山
- 宮本カモ
- 佐古
- 篠原楠雄
- その他の人（井上某）

## 備考
- 当初は、月刊タウン情報かがわの人気コーナー「笑いの文化人講座」のラジオ版としてスタートしたが、ほどなくレギュラー陣のフリートークを中心とした構成となった。
- 開始から三ヶ月ほどは担当者のミスで番組表が午前11時30分-12時に放送されていた「あなたへの贈り物岩崎宏美です」と逆になっていた。
- リスナーは「ねーだらー」と呼ばれていた。
- オープニング及びエンディングテーマは、『Mickey Mouse Disco』の1曲目「Disco Mickey Mouse」である[2]。
- オールナイトニッポンの聴取率を超えたもある[3]。

## 主なコーナー
- ラジオ文化人講座

月刊タウン情報かがわ誌上で人気コーナーであった「文化人講座」であるが、連載開始してから年月が経ち投稿数が増えるにつれ、明らかにウソとわかるネタや、あり得ないもの、卑猥なものなどがしばしば目につくようになり、それらをその都度編集部がまとめ、編集室のホワイトボードに晒し物として貼り付けるようになった。そういったネタに対し、田尾編集長（当時）を初めとする編集部スタッフたちが「そんなわけ・ね〜だろ!」とツッコミを入れたのが、このラジオ番組のタイトルである「そんなわけ・ね〜だろ!」に繋がっていった。
「そんなわけ・ね〜だろ!」が放送開始となった時期に至り、上述のような作品のうちで、誌上での文化人講座には載せられないが、笑える内容の作品を田尾氏が中心となって選別し、「ラジオ文化人講座」のネタとして放送するようになった。田尾氏がそういった作品を読み上げ、明らかにウソとわかるネタに対しては、「ウソをつけ！」、あり得ない人物のネタについては、「そんなやつ、おるか！」などといったツッコミを、番組収録中の田尾氏その他スタッフ一同で唱えた後、また次の作品を読み上げて同様のツッコミを入れるのを1〜2分程度繰り返す、といったコーナーであった。
放送開始後は人気コーナーの一つであった。しかし次第に作品数の減少により放送開始当初は毎回行われていたのが、のちに不定期となり、1989年頃からはほとんど行われなくなった。
なお1990年代に至り、本家であるかがわ誌上の「文化人講座」でも、上述のような作品群が「ラジオ文化人講座」として不定期に誌上に登場するようになった。
- 悪漢ごね
- 食糧品クイズ

パーソナリティが何らかの食糧品を食べ、何を食べたかリスナーが当てるコーナー。コーナー1回目は「あられうえがきオリーブの花」であった。
- 香港九龍城まがいものテープ

## ノベルティ
- ね〜だろステッカー

## よく出演していたゲスト
- 露の新次
- ファンキー末吉

## 復活版
- 1998年11月28日 23時30分 - 25時 『ラジオ増刊 TJ Kagawa「そんなわけ・ね〜だろ!」RETURNS』
  - RNC開局記念45周年特別番組 45時間ぶっとおしラジオ・ありがとうからの出発内で放送。